# Самоконтроль
Самоконтроль — здатність контролювати свої емоції, думки і поведінку. Самоконтроль ґрунтується на волі — вищій психічній функції, що визначає здатність людини приймати усвідомлені рішення і втілювати їх у життя. Самоконтроль тісно пов'язаний з поняттям психічної саморегуляції. Самоконтроль є найважливішим елементом в здатності людини досягати поставлених цілей. Рівень самоконтролю визначається як вродженими генетичними характеристиками, так і психологічними навичками людини. Самоконтроль протиставляється імпульсивності — нездатності протистояти миттєвим бажанням.
Самоконтроль — інтегративна здатність аналізувати та оцінювати власну поведінку та власну діяльність з метою перевірки досягнутих результатів та приведення їх у відповідність з поставленими особистими цілями, суспільно значущими нормами, правилами, еталонами, а також суб'єктивними вимогами та уявленнями. Самоконтроль — невід'ємний регулятивний компонент будь — якої людської діяльності (ігрової, навчальної, виробничої). Чим більш значущої є поставлена особою мета, чим важче її досягнути, тим більшу роль відіграють процеси самоконтролю.

## Опис
Основною метою самоконтролю є запобігання помилковим діям чи операціям та виправлення їх шляхом придушування зайвих емоцій, контролювання почуттів і позбавлення від комплексів. До механізму самоконтролю входять:
- самоаналіз;
- самооцінка;
- самокритика;
- самообмеження.

Важливими у механізмі самоконтролю є самооцінка та совість, особливо тоді, коли вчинок здійснюється наодинці з собою, без свідків. Поява і розвиток самоконтролю визначається вимогами суспільства до поведінки людини. Формування довільної саморегуляції передбачає можливість людини усвідомлювати й контролювати ситуацію, процесс. Перевагами самоконтролю є:
- можливість керувати своїми діями і емоціями;

- свобода від зовнішніх обмежень;
- спокій, заснований на впевненості у власних силах, здібностях і розумі;
- повага, як самоповага, так і повага оточуючих;
- вміння керувати не тільки собою, а й людьми;
- терпіння для подолання внутрішніх недоліків і зовнішніх перешкод.

Прикладами застосування самоконтролю є екстремальні ситуації, державна діяльність, дипломатія, побутові ситуації, спорт, особисті фінанси. Способами досягнення самоконтролю вважають:
- дотримання режиму;
- сімейне виховання;
- самовдосконалення;
- психологічні вправи.

Регулююча функція самоконтролю дозволяє людині вирішувати завдання, поставлені ним самим або запропоновані ким-небудь. Люди, які володіють мистецтвом самоконтролю, здатні здійснювати усвідомлені дії, контролювати прояв своїх емоцій і, керуючись мотивацією, досягати власних цілей або вносити особистий внесок у досягнення колективних цілей. Самоконтроль може набувати в деяких випадках форми внутрішнього діалогу з самим собою. У громадянському транспорті або інших місцях, де багато людей, нерідко трапляється стикатися з грубістю, нахабством, проявами агресії. Люди імпульсивні, піддаючись емоціям, можливо, можуть розпочати сварку, справа може дійти і до бійки, але ті, хто досить добре контролює себе, зможуть знайти гідну відповідь, побічно продемонструвавши людині, що вона не права, і викликавши повагу до себе.
Виділяють два види самоконтролю. До першого належать поведінка індивіда, спрямована на подолання потягу до привабливого внутрішнього або зовнішнього подразника, для уникнення довготривалих негативних наслідків, наприклад: паління, крадіжки, сексуальний та агресивний потяг. Другий вид самоконтролю — це прагнення терпляче пережити, подолати неприємну, обтяжливу ситуацію для досягнення довготривалого позитивного ефекту. Наприклад, при необхідності переносити біль під час медичного втручання, виконанні нудної роботи, наданні допомоги тощо.
Компонентами самоконтролю є:
1. індивід має взяти на себе відповідальність щодо зміни ситуації, оскільки зміна може привести до явно позитивних для нього наслідків, при цьому її досягнення через контрольовану поведінку розглядається як бажана і виправдана мета;
2. індивід повинен стежити за своєї поведінкою і контролювати її в конфліктних ситуаціях;
3. індивід повинен співвідносити свою поведінку на даний момент з певним критерієм, що виступає як мета зміни поведінки;
4. індивід повинен оцінювати успіх чи невдачу в досягненні цього критерію за допомогою самозаохочення або самокритики.

Процес самоконтролю завершується при стабілізації альтернативної поведінки, особливо важливою у конфліктних ситуаціях. Ефективність самоконтролю визначається як біологічними змінами, так і змінами навколишнього середовища.
Нейрофізіологічні процеси, що відповідають за самоконтроль, зосереджені в багатьох областях мозку, але найважливішою для самоконтролю вважається лобова частка головного мозку. Пошкодження лобової частки або її вроджені патології ведуть до порушення самоконтролю; агресивну і злочинну поведінку також часто зв'язуються з патологією лобової частки.

## Експеримент Волтера Мішеля
У 1960-х Волтер Мішель провів серед дітей тест, який назвав «зефірним тестом». В ході тесту чотирирічним дітям давали по шматку зефіру і просили їх думати про те, який він солодкий. Дитині пропонувалося або з'їсти шматок відразу, або почекати 15 хвилин і тоді отримати додатковий шматок.
Протягом наступних 40 років Мішель спостерігав за життєвими успіхами учасників тесту, проводив психологічні тести, порівнював їх навчальні та кар'єрні досягнення, особисте життя, вимірював індекс маси тіла. У 2006 році, закінчивши дослідження, Мішель зробив висновок, що у тих хто піддався спокусі рівень стрессу, залежностей, емоційних і міжособистісних проблем був в середньому набагато вище, ніж у тих, хто не з'їв зефір відразу. На підставі результатів експерименту Мішель зробив висновок, що самоконтроль грає найважливішу роль в довгостроковому прогнозі успіхів і якості життя людини.